# Mauro Molina García
Mauro Molina García (Magaz de Abajo, 4 de noviembre de 2001) es un futbolista español que juega como extremo en la S. D. Ponferradina "B" de la Primera División Regional de Castilla y León.

## Trayectoria
Formado en el fútbol base de la S. D. Ponferradina, Mauro debuta con el equipo B en la temporada 2018-19 antes de unirse, en 2019, al equipo juvenil del C. D. Numancia.
El 28 de julio de 2020 firma por el Atlético Astorga F. C. de la antigua Tercera División y al año siguiente vuelve al CD Numancia para jugar en el filial.
Debuta con el primer equipo numantino el 31 de diciembre de 2021, sustituyendo en la segunda parte a Kike Saverio en una derrota por 0-2 frente al Real Oviedo en la Segunda División.

## Clubes
| Club                   | País   | Año       |
| ---------------------- | ------ | --------- |
| S. D. Ponferradina "B" | España | 2018-2019 |
| Atlético Astorga       | España | 2020-2021 |
| S. D. Ponferradina "B" | España | 2021-Act. |
| S. D. Ponferradina     | España | 2021-Act. |